# Nuaillé-sur-Boutonne
Pour les articles homonymes, voir Nuaillé (homonymie) et Boutonne (homonymie).
Nuaillé-sur-Boutonne est une ancienne commune du Sud-Ouest de la France située dans le département de la Charente-Maritime, en région Nouvelle-Aquitaine.
Le 1er janvier 2025, elle fusionne avec Saint-Georges-de-Longuepierre pour devenir Rives-de-Boutonne, d'après un arrêté préfectoral du 30 septembre 2024.

## Géographie

### Localisation
Le village de Nuaillé-sur-Boutonne est située sur la rive gauche de la rivière Boutonne, qui délimite la commune à l'ouest. Au sud, c'est la petite rivière Saudrenne, affluent de la Boutonne, qui marque la limite avec la commune des Églises-d'Argenteuil. Un autre affluent de la Boutonne traverse la commune d'est en ouest : la Brédoire.
Les abords de la Boutonne sont relativement boisés ; le reste du territoire communal est majoritairement consacré à l'agriculture.
|                        | Saint-Georges-de-Longuepierre |                   |
| Saint-Pierre-de-l'Isle | Nuaillé-sur-Boutonne          | Aulnay            |
| Saint-Pardoult         | Les Églises-d'Argenteuil      | Paillé (sur 30 m) |

## Urbanisme

### Typologie
Au 1er janvier 2024, Nuaillé-sur-Boutonne est catégorisée commune rurale à habitat dispersé, selon la nouvelle grille communale de densité à 7 niveaux définie par l'Insee en 2022.
Elle est située hors unité urbaine. Par ailleurs la commune fait partie de l'aire d'attraction de Saint-Jean-d'Angély, dont elle est une commune de la couronne,. Cette aire, qui regroupe 37 communes, est catégorisée dans les aires de moins de 50 000 habitants,.

### Occupation des sols
L'occupation des sols de la commune, telle qu'elle ressort de la base de données européenne d’occupation biophysique des sols Corine Land Cover (CLC), est marquée par l'importance des territoires agricoles (85,5 % en 2018), une proportion sensiblement équivalente à celle de 1990 (84,8 %). La répartition détaillée en 2018 est la suivante : 
terres arables (70,6 %), prairies (14,8 %), forêts (11,9 %), zones urbanisées (2,6 %), zones agricoles hétérogènes (0,1 %). L'évolution de l’occupation des sols de la commune et de ses infrastructures peut être observée sur les différentes représentations cartographiques du territoire : la carte de Cassini (XVIIIe siècle), la carte d'état-major (1820-1866) et les cartes ou photos aériennes de l'IGN pour la période actuelle (1950 à aujourd'hui).

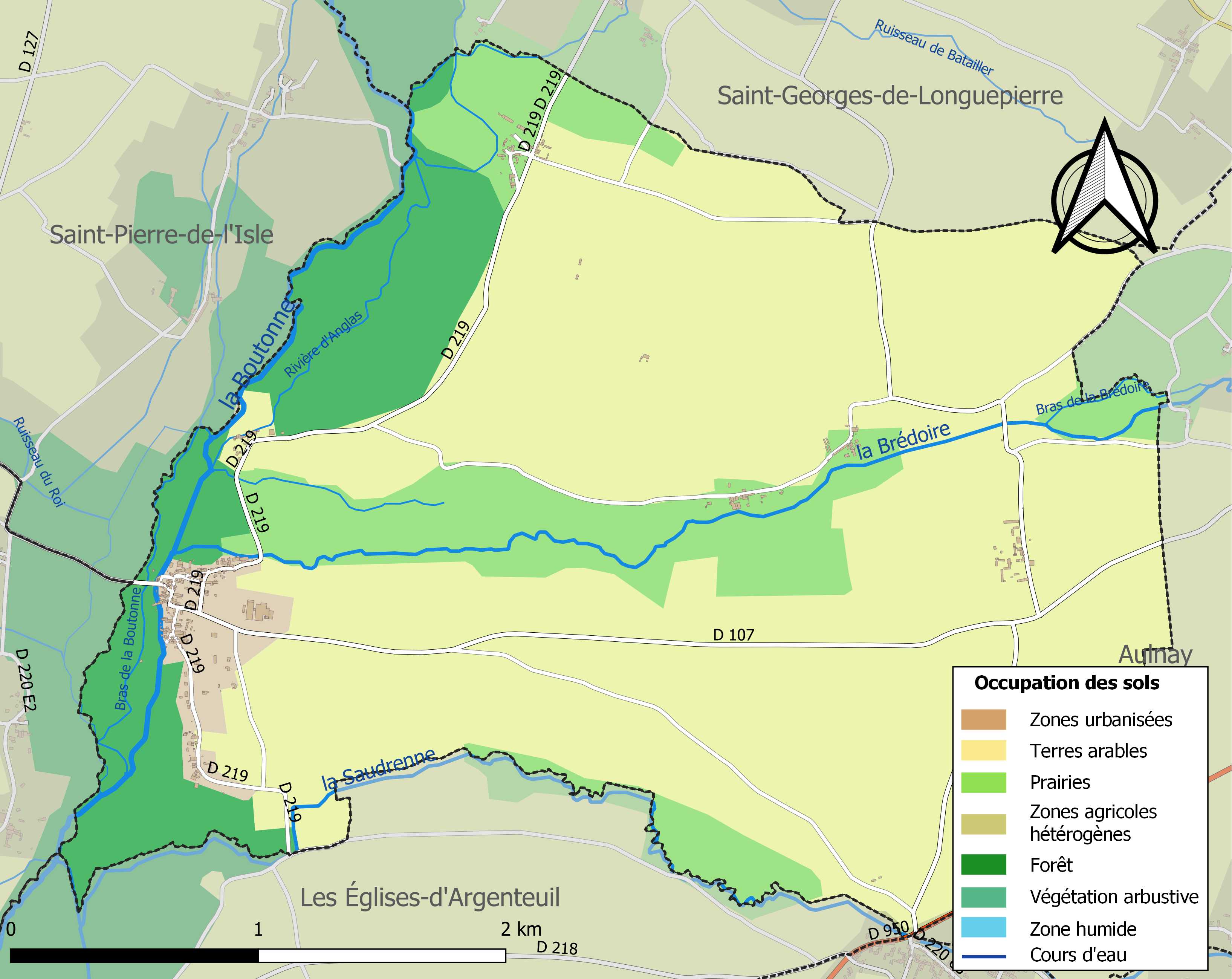
Carte des infrastructures et de l'occupation des sols de la commune en 2018 (CLC).

### Lieux-dits, hameaux et écarts
Les hameaux de la Fragnée et d'Anglas jouxtent le village de Nuaillé ; ceux de Réveillon, Petit Oulme et Grand Oulme sont situés plus à l'est, à proximité du point le plus haut de la commune ; le hameau de Coudiou est quant à lui situé plus au nord, sur la route menant à Saint-Georges-de-Longuepierre.

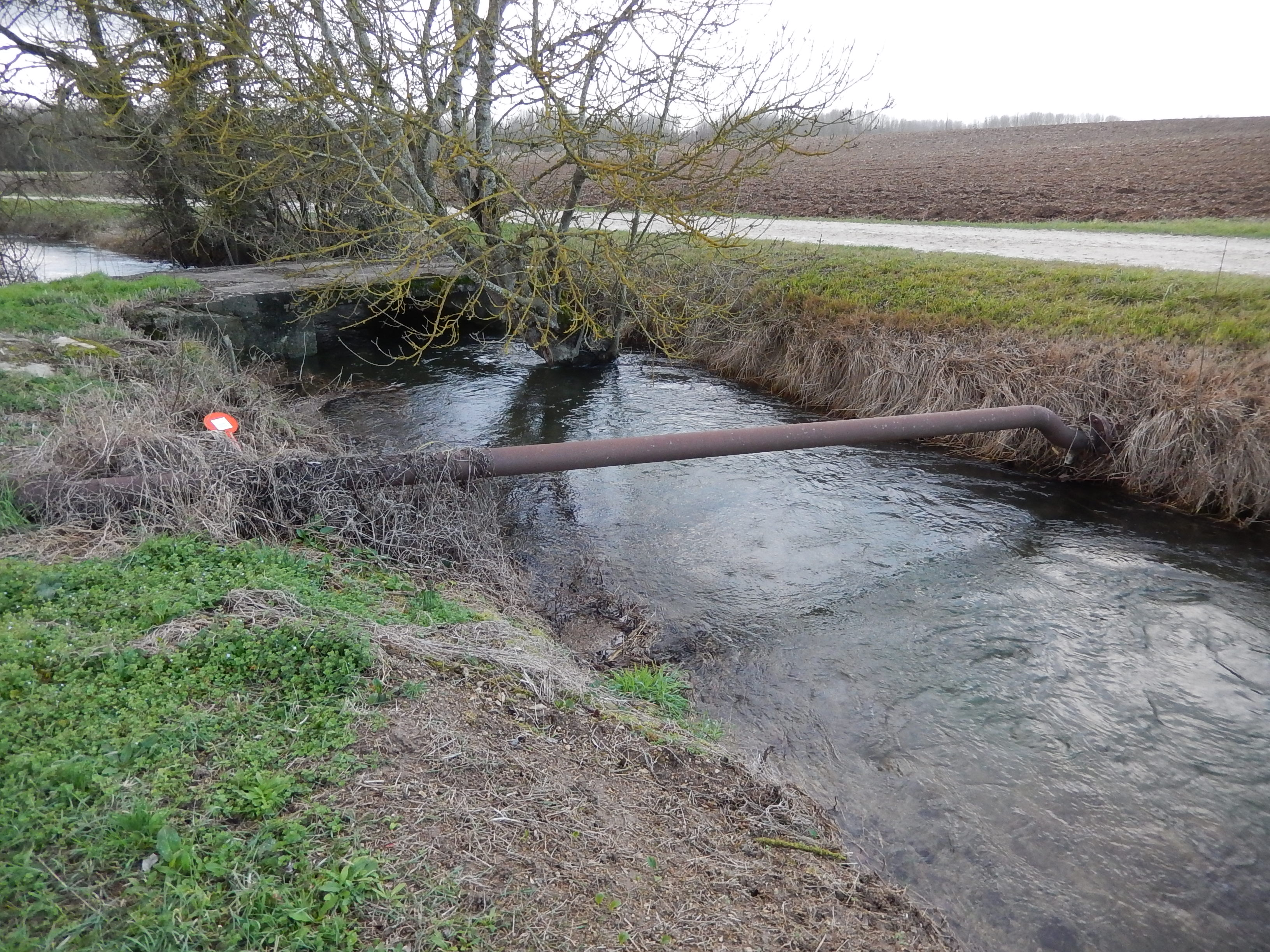
La rivière Saudrenne au sud de Nuaillé.
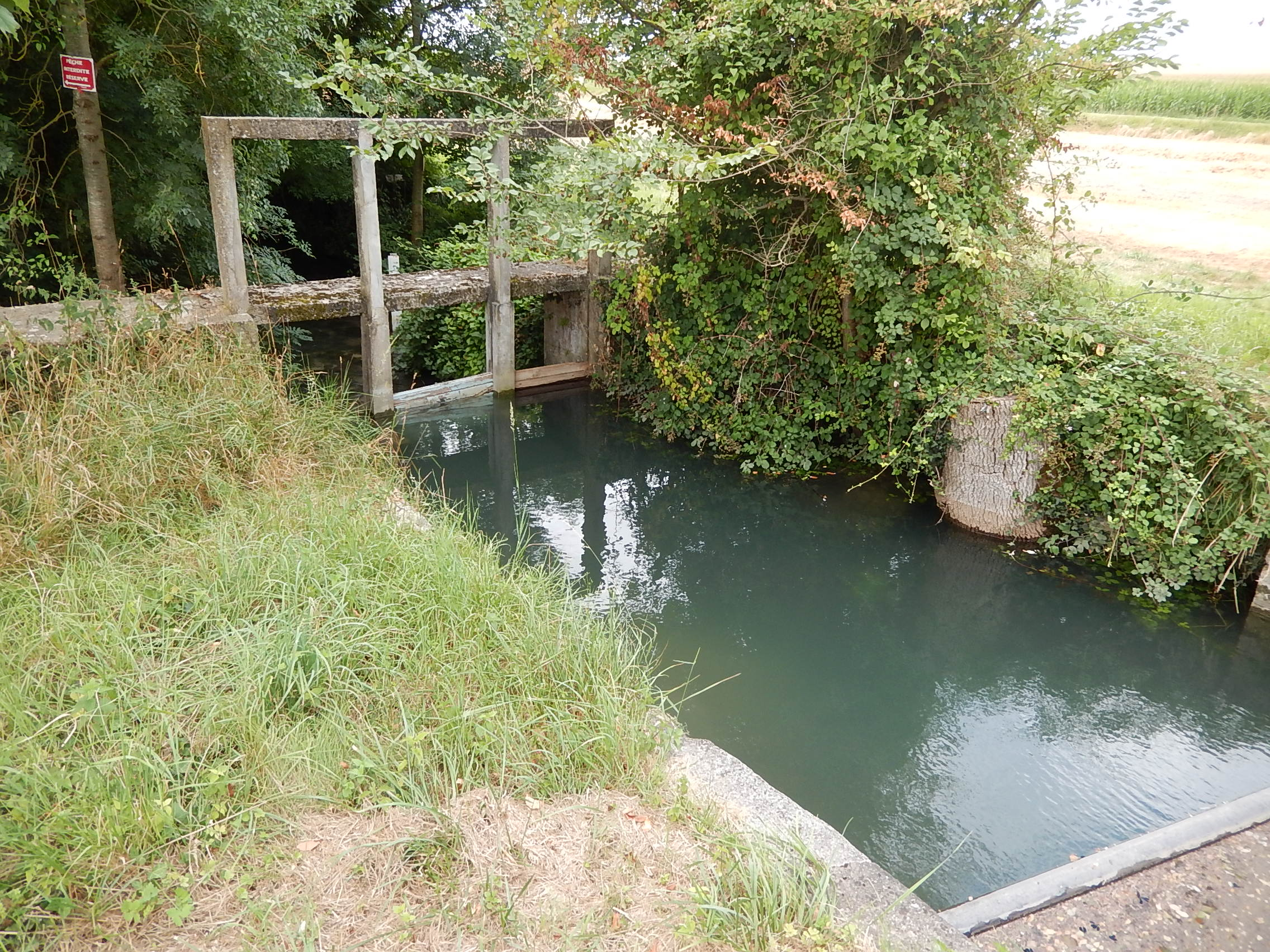
La Brédoire vers Grand Oulme.

### Risques majeurs
Le territoire de la commune de Nuaillé-sur-Boutonne est vulnérable à différents aléas naturels : météorologiques (tempête, orage, neige, grand froid, canicule ou sécheresse), inondations, mouvements de terrains et séisme (sismicité modérée). Il est également exposé à un risque technologique, le transport de matières dangereuses. Un site publié par le BRGM permet d'évaluer simplement et rapidement les risques d'un bien localisé soit par son adresse soit par le numéro de sa parcelle.

#### Risques naturels
Certaines parties du territoire communal sont susceptibles d’être affectées par le risque d’inondation par débordement de cours d'eau, notamment la Boutonne, la Brédoire et la Saudrenne. La commune a été reconnue en état de catastrophe naturelle au titre des dommages causés par les inondations et coulées de boue survenues en 1982, 1993, 1999, 2000, 2010 et 2021,.

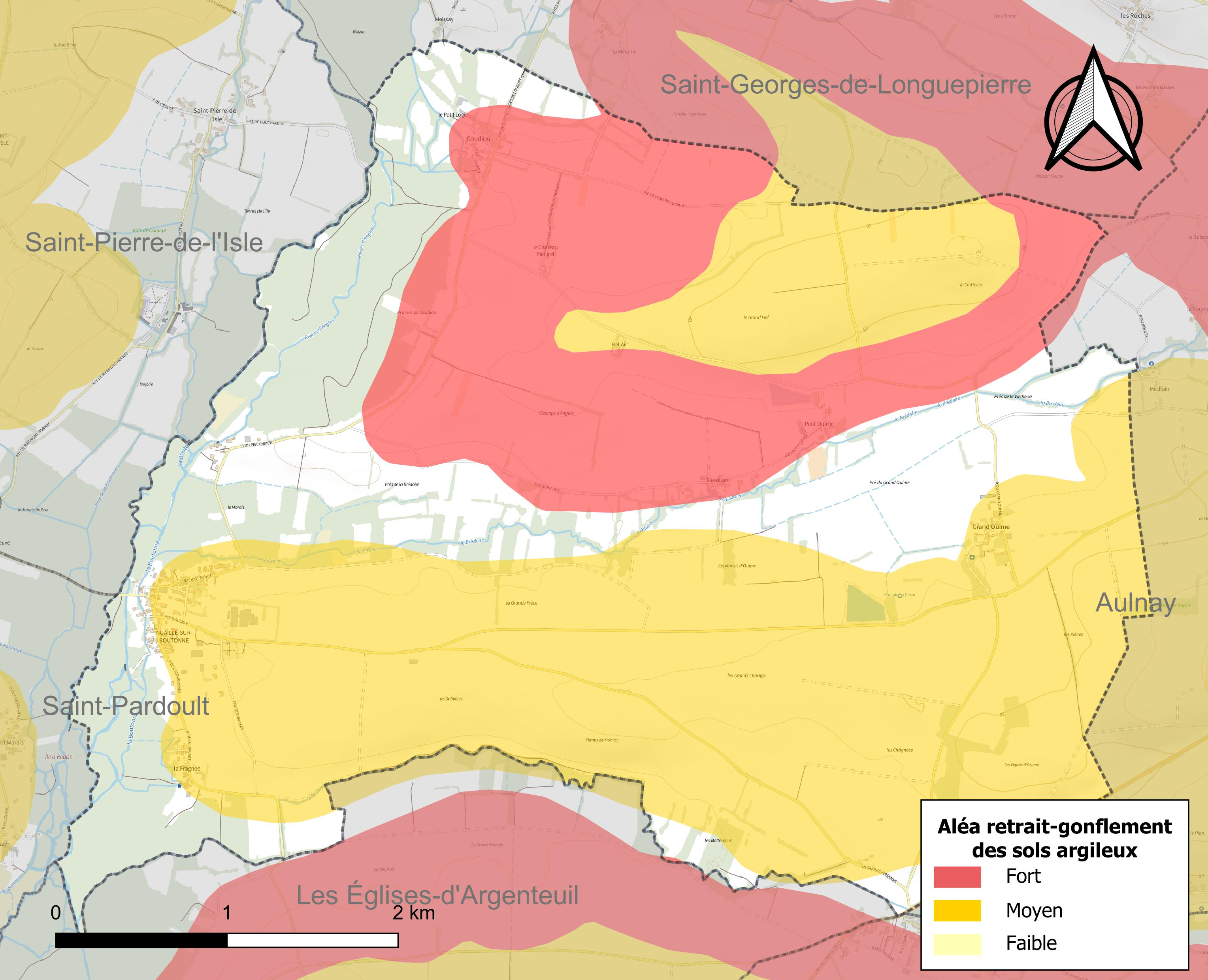
Carte des zones d'aléa retrait-gonflement des sols argileux de Nuaillé-sur-Boutonne.

Les mouvements de terrains susceptibles de se produire sur la commune sont des affaissements et effondrements liés aux cavités souterraines (hors mines) et des tassements différentiels. Par ailleurs, afin de mieux appréhender le risque d’affaissement de terrain, l'inventaire national des cavités souterraines permet de localiser celles situées sur la commune.
Le retrait-gonflement des sols argileux est susceptible d'engendrer des dommages importants aux bâtiments en cas d’alternance de périodes de sécheresse et de pluie. 72,8 % de la superficie communale est en aléa moyen ou fort (54,2 % au niveau départemental et 48,5 % au niveau national). Sur les 127 bâtiments dénombrés sur la commune en 2019, 101 sont en aléa moyen ou fort, soit 80 %, à comparer aux 57 % au niveau départemental et 54 % au niveau national. Une cartographie de l'exposition du territoire national au retrait gonflement des sols argileux est disponible sur le site du BRGM,.
Par ailleurs, afin de mieux appréhender le risque d’affaissement de terrain, l'inventaire national des cavités souterraines permet de localiser celles situées sur la commune.
Concernant les mouvements de terrains, la commune a été reconnue en état de catastrophe naturelle au titre des dommages causés par des mouvements de terrain en 1999 et 2010.

#### Risques technologiques
Le risque de transport de matières dangereuses sur la commune est lié à sa traversée par une ou des infrastructures routières ou ferroviaires importantes ou la présence d'une canalisation de transport d'hydrocarbures. Un accident se produisant sur de telles infrastructures est susceptible d’avoir des effets graves sur les biens, les personnes ou l'environnement, selon la nature du matériau transporté. Des dispositions d’urbanisme peuvent être préconisées en conséquence.

## Toponymie
De l'anthroponyme gallo-romain Nobilius, suivi du suffixe -acum.

## Politique et administration

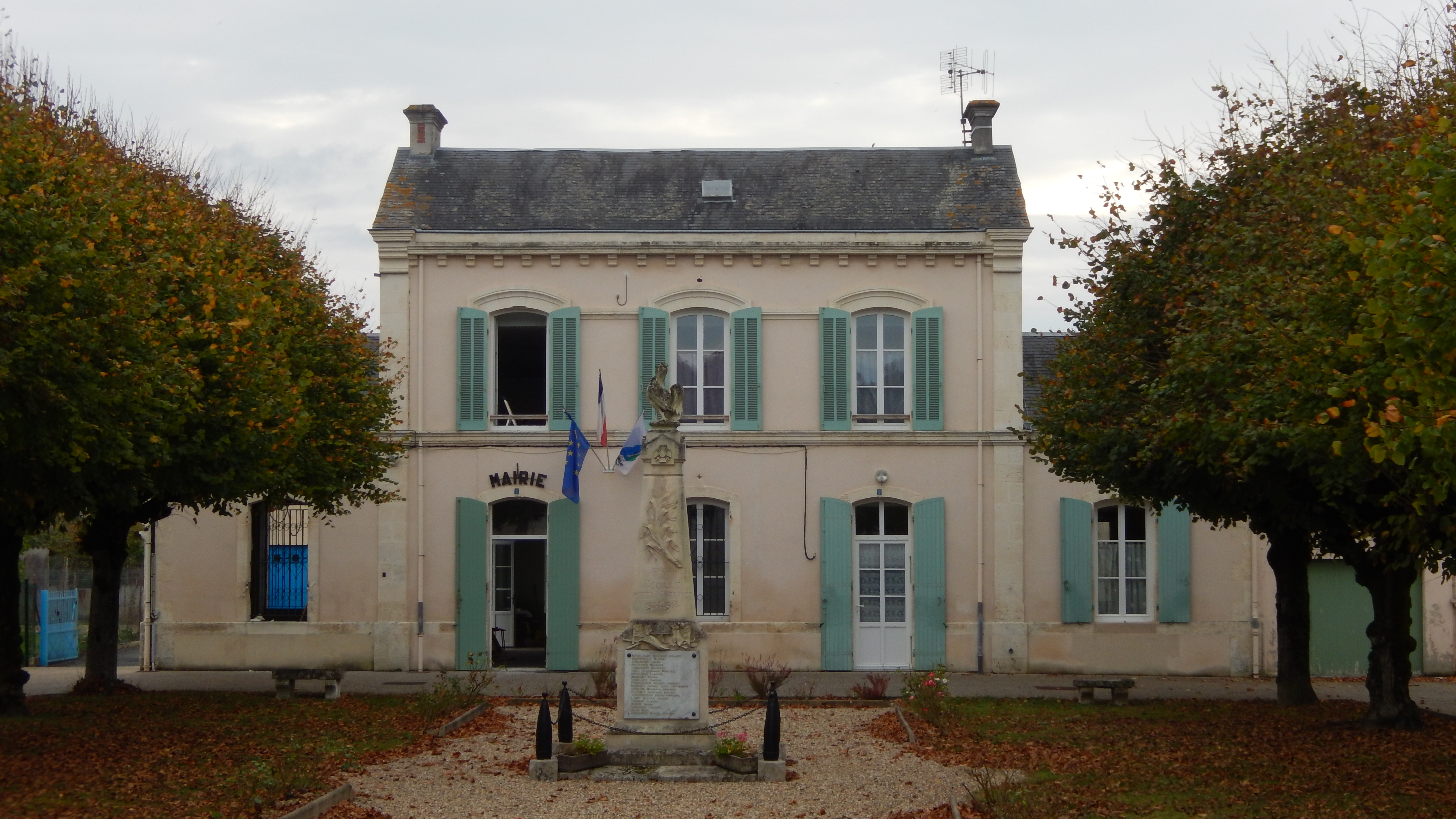
La mairie de Nuaillé-sur-Boutonne.

### Liste des maires
| Période                                  | Période  | Identité          | Étiquette | Qualité                              |
| ---------------------------------------- | -------- | ----------------- | --------- | ------------------------------------ |
| (maire en 1981)                          |          | Jean Baillarguet  |           |                                      |
| 2001                                     | 2014     | Michel Guilloteau |           |                                      |
| 2014                                     | 2020     | James Chaigneau   |           | Retraité Fonction publique           |
| 2020                                     | En cours | Bruno Pommier     |           | Agriculteur sur moyenne exploitation |
| Les données manquantes sont à compléter. |          |                   |           |                                      |

## Population et société

### Démographie
Ses habitants sont appelés les Nuailléens.

#### Évolution démographique
L'évolution du nombre d'habitants est connue à travers les recensements de la population effectués dans la commune depuis 1793. Pour les communes de moins de 10 000 habitants, une enquête de recensement portant sur toute la population est réalisée tous les cinq ans, les populations de référence des années intermédiaires étant quant à elles estimées par interpolation ou extrapolation. Pour la commune, le premier recensement exhaustif entrant dans le cadre du nouveau dispositif a été réalisé en 2008.

En 2022, la commune comptait 187 habitants, en évolution de −8,33 % par rapport à 2016 (Charente-Maritime : +4,04 %, France hors Mayotte : +2,11 %).
| 1793 | 1800 | 1806 | 1821 | 1831 | 1836 | 1841 | 1846 | 1851 |
| ---- | ---- | ---- | ---- | ---- | ---- | ---- | ---- | ---- |
| 309  | 309  | 358  | 341  | 446  | 418  | 396  | 403  | 390  |

| 1856 | 1861 | 1866 | 1872 | 1876 | 1881 | 1886 | 1891 | 1896 |
| ---- | ---- | ---- | ---- | ---- | ---- | ---- | ---- | ---- |
| 397  | 403  | 400  | 362  | 374  | 389  | 352  | 322  | 327  |

| 1901 | 1906 | 1911 | 1921 | 1926 | 1931 | 1936 | 1946 | 1954 |
| ---- | ---- | ---- | ---- | ---- | ---- | ---- | ---- | ---- |
| 314  | 286  | 348  | 278  | 279  | 285  | 269  | 285  | 292  |

| 1962 | 1968 | 1975 | 1982 | 1990 | 1999 | 2006 | 2008 | 2013 |
| ---- | ---- | ---- | ---- | ---- | ---- | ---- | ---- | ---- |
| 274  | 244  | 233  | 202  | 196  | 178  | 190  | 194  | 209  |

| 2018 | 2022 | - | - | - | - | - | - | - |
| ---- | ---- | - | - | - | - | - | - | - |
| 192  | 187  | - | - | - | - | - | - | - |

## Culture locale et patrimoine

### Lieux et monuments
- Église Notre-Dame de Nuaillé-sur-Boutonne : petite église romane qui présente un portail sculpté avec des personnages et animaux. L'intérieur très simple et haut comporte des chapiteaux à feuillages et visages.
- Prieuré Notre-Dame-d'Oulmes : un ancien prieuré de chanoines de Saint Augustin, mentionné dès 1326, dont il reste aujourd'hui une église en ruines et deux bâtiments de forme rectangulaire[21]. Deux claveaux en pierre, sculptés, conservés au Musée d'art de Saint-Louis dans le Missouri, pourraient provenir de ce prieuré[22],[23].
- Un four à pain, près de la mairie.
- Une croix de chemin à l'est du village de Nuaillé.

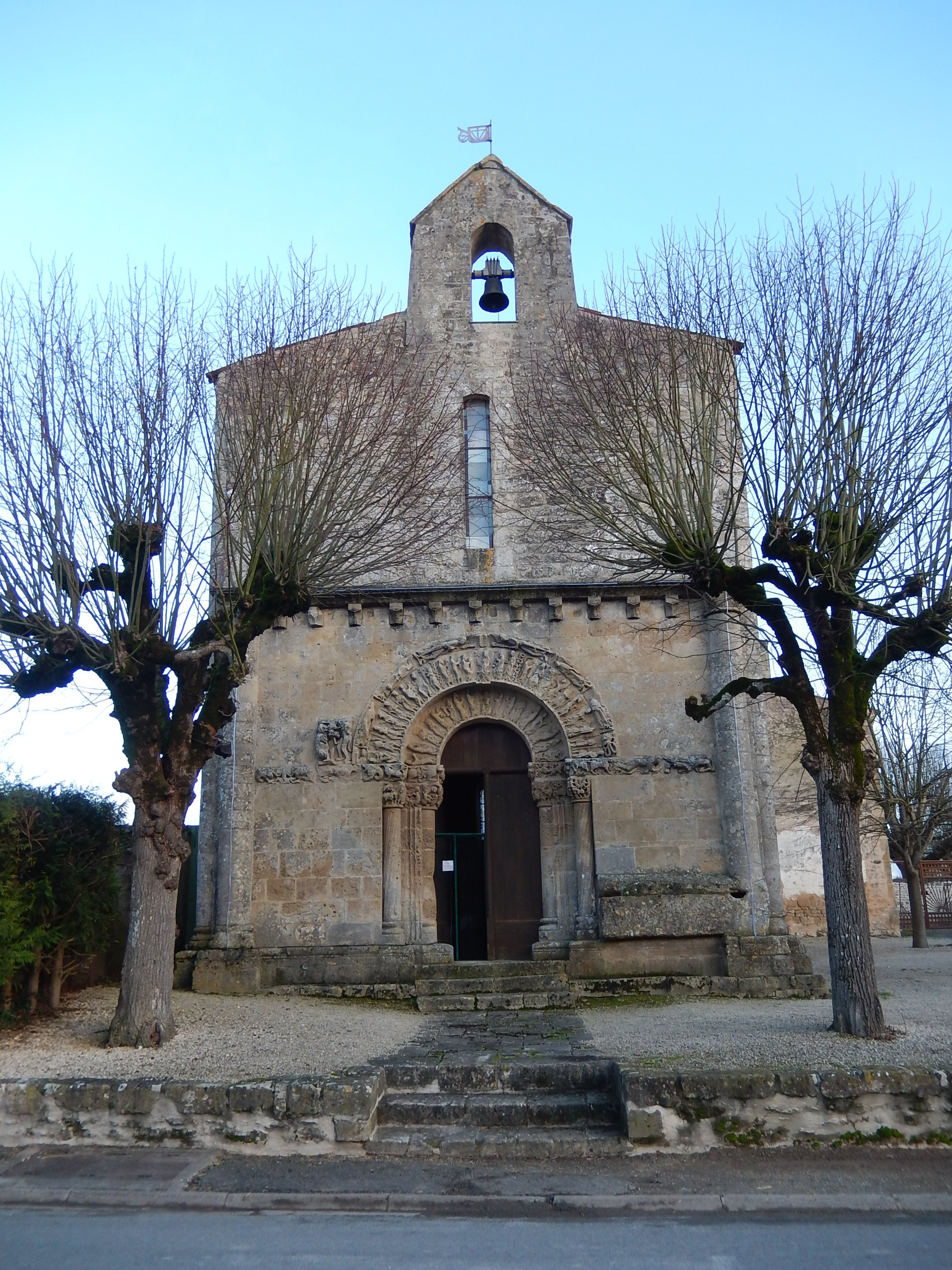
L'église Notre-Dame.
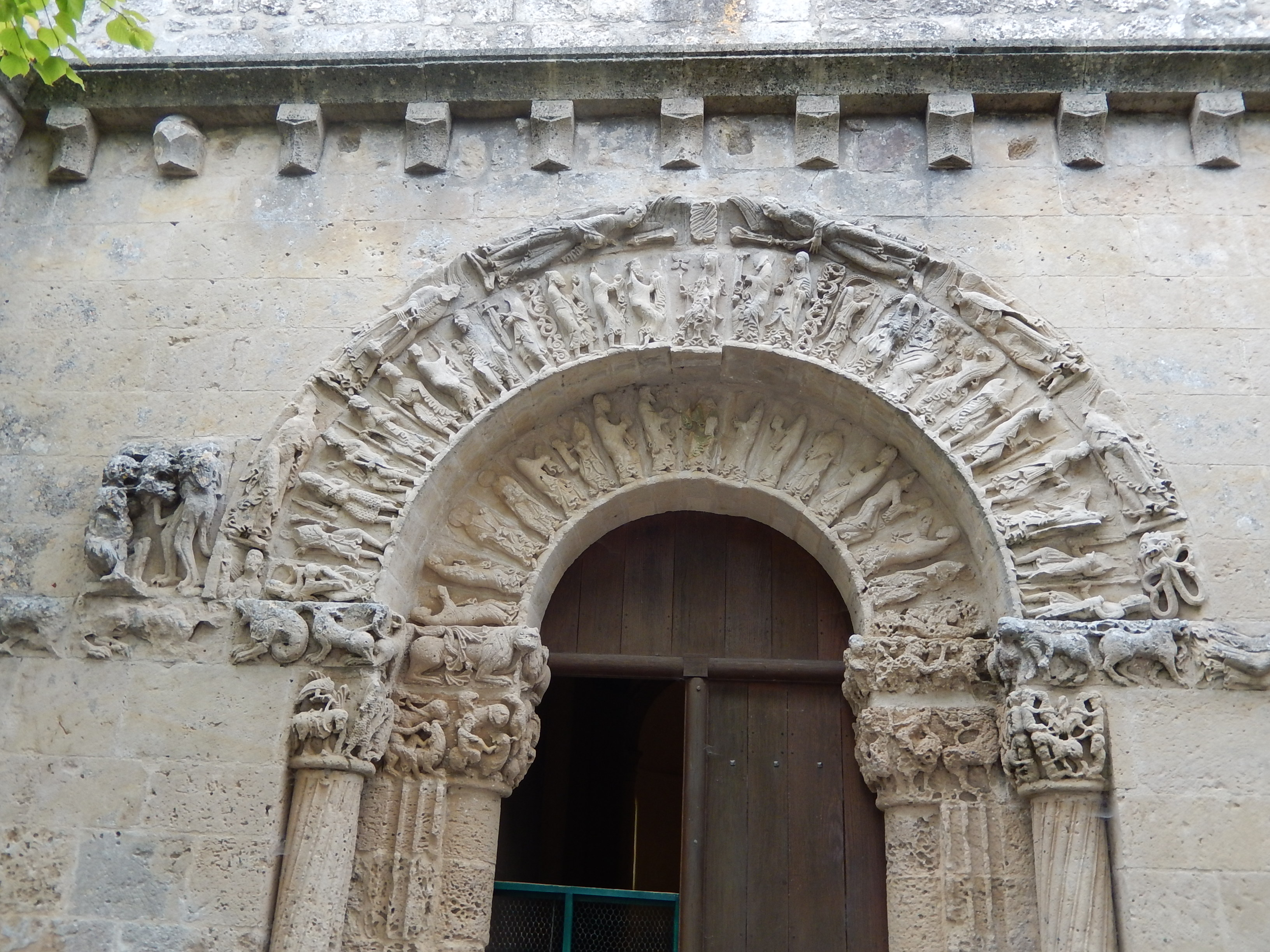
Le portail de l'église.
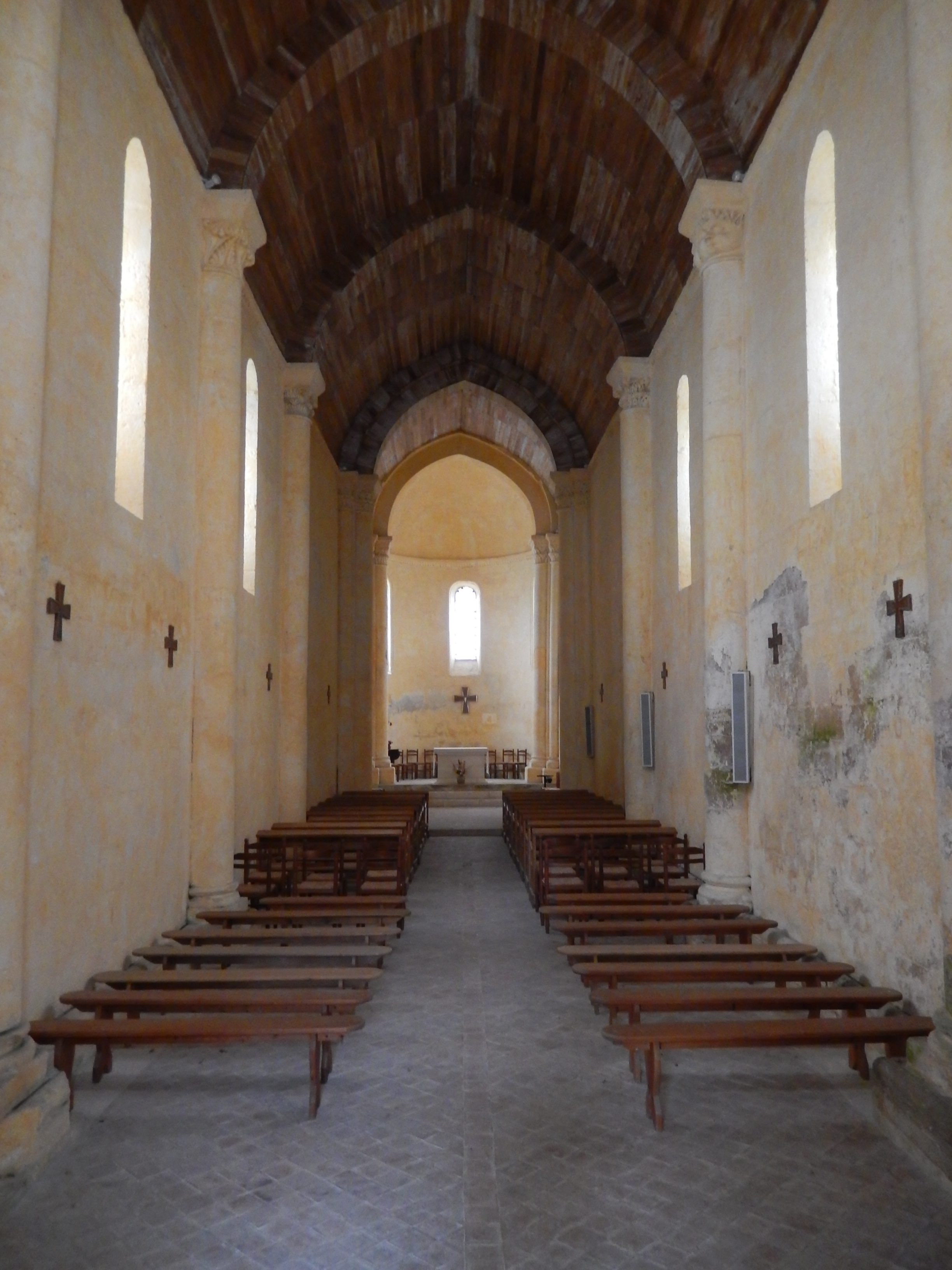
L'intérieur de l'église.
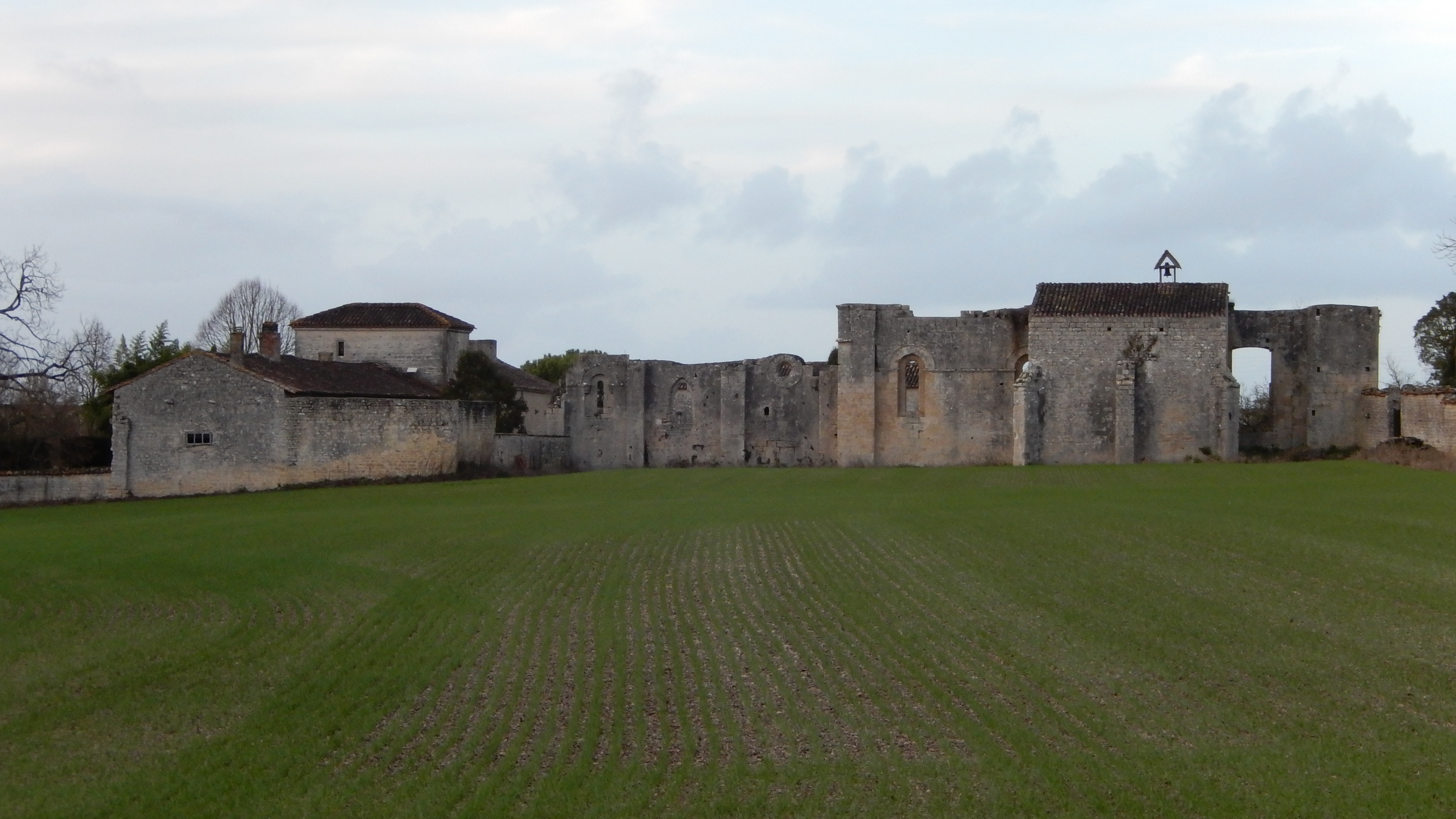
Le prieuré de Notre-Dame d'Oulmes.
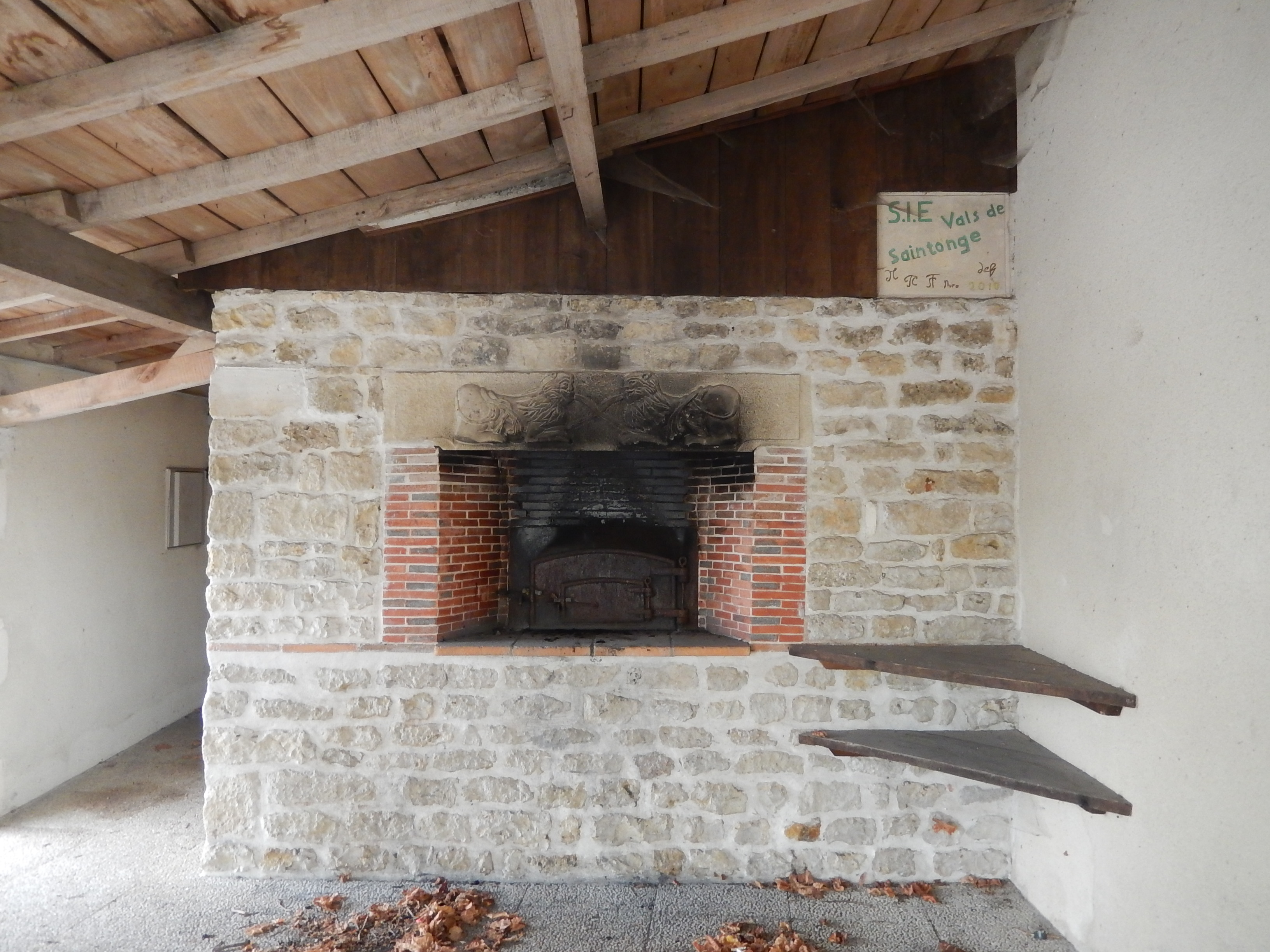
Le four à pain du village.